# Project X Zone 2
Project X Zone 2, chamado no Japão de Project X Zone 2: Brave New World (プロジェクト クロスゾーン2：ブレイブニューワールド, Purojekuto Kurosu Zōn 2: Bureibu Nyū Wārudo), é um jogo eletrônico de RPG de estratégia desenvolvido pela Monolith Soft e publicado pela Bandai Namco Entertainment. Ele foi lançado exclusivamente para Nintendo 3DS em novembro de 2015 no Japão e em fevereiro do ano seguinte no resto do mundo. É uma sequência de Project X Zone de 2012 e um sucessor espiritual de Namco × Capcom de 2005, sendo um cruzamento de várias franquias pertencentes à Bandai Namco, Capcom e Sega.
Project X Zone 2 foi anunciado pela primeira vez em abril de 2015. Diferentemente de seus predecessores, não houve alterações de conteúdo entre as versões oriental e ocidental. O jogo teve uma recepção mista pela crítica, que elogiou os personagens e as melhorias feitas em relação ao jogo original, enquanto as críticas centraram-se na pouca dificuldade e o fato de muitos elementos serem reutilizações do título anteriores. O jogo vendeu mais de 37 mil cópias em sua primeira semana de vendas no Japão.

## Recepção
O jogo vendeu 37.000 cópias no Japão em sua primeira semana, vendendo 60% de seu estoque. O jogo fez a posição #2 nas tabelas de vendas do 3DS do Reino Unido.